# Daisy (Kentucky)
Daisy ist eine Unincorporated Community im Perry County, Kentucky. Das U.S. Census Bureau hat bei der Volkszählung 2020 eine Einwohnerzahl von 1.584 ermittelt.

## Persönlichkeiten
- Roscoe Holcomb (1912–1981), US-amerikanischer Sänger und Multiinstrumentalist[3]